# Grammonota nigrifrons
Grammonota nigrifrons là một loài nhện trong họ Linyphiidae.
Loài này thuộc chi Grammonota. Grammonota nigrifrons được Willis J. Gertsch & Mulaik miêu tả năm 1936.